# Afrogarypus intermedius
Afrogarypus intermedius är en spindeldjursart som först beskrevs av Beier 1955.  Afrogarypus intermedius ingår i släktet Afrogarypus och familjen Geogarypidae.

## Underarter
Arten delas in i följande underarter:
- A. i. intermedius
- A. i. nanus